# Urueña
Urueña – gmina w Hiszpanii, w prowincji Valladolid, w Kastylii i León, o powierzchni 44,07 km². W 2011 roku gmina liczyła 203 mieszkańców.